# フェリックス・スンズ
フェリックス・ムンバ・スンズ（Felix Mumba Sunzu、1985年4月11日 - ）は、ザンビアのサッカー選手。元ザンビア代表。ポジションはFW。

## クラブ歴
コンコラ・ブレーズFCで選手となった。その後のシーズンで25試合15得点の活躍を見せ、2007年2月にチュニジア・リーグのASマルサにレンタル移籍で加入、16試合2得点の結果を残した。2008年6月にコンコラ・ブレーズに復帰し、9月2日にリーグ・ドゥのLBシャトールーに1シーズンのレンタル移籍をした。2009年7月に再び復帰し、10月21日に再びマルサへと渡ったが、この時は僅か2試合の出場に止まった。
2011年7月25日にはスーダンのアル・ヒラル・オムドゥルマンから3万5000米ドルの契約でタンザニアのシンバSCに2年のレンタル移籍が決まり、同クラブの同シーズン最高年俸となった。

## 代表歴
2008年1月28日のアフリカネイションズカップ2008のカメルーン代表戦で代表初出場を果たしたものの、アフリカネイションズカップへの出場はこの1試合のみとなった。

## 個人
父親のフェリックス・スンズ・シニアもザイール出身のサッカー選手で、弟のストフィラ・スンズもザンビア代表のサッカー選手。